# Dolichopus apheles
Dolichopus apheles is een vliegensoort uit de familie van de slankpootvliegen (Dolichopodidae). De wetenschappelijke naam van de soort is voor het eerst geldig gepubliceerd in 1900 door Melander and Brues.